# Ernst Keppler
Ernst Keppler (* 10. August 1883 in Stuttgart; † 25. Januar 1943 in Berlin) war ein deutscher Schauspieler, Hörspielsprecher und nationalsozialistischer Kulturfunktionär.

## Leben
Ernst Keppler wurde 1883 in Stuttgart als Sohn eines bildenden Künstlers geboren. Er besuchte das humanistische Gymnasium. Im Ersten Weltkrieg diente er als Offizier. In der Lorettoschlacht gelang es ihm als einzigem Offizier, die Zuckerfabrik in Souchez zu verteidigen. Keppler wurde Schauspieler am Preußischen Staatstheater in Berlin und trat außerdem in der Stummfilmzeit auch in Spielfilmen auf. Von 1924 bis 1927 war Keppler Mitglied der Deutschnationalen Volkspartei. Zum 1. Oktober 1931 trat er der NSDAP bei (Mitgliedsnummer 656.257). In der SA hatte er den Rang eines Scharführers inne. Nach der Machtergreifung der Nationalsozialisten wurde Keppler im Reichspropagandaministerium stellvertretender Leiter der Theaterabteilung. Für diese Tätigkeit wurde er mit Genehmigung von Gustaf Gründgens immer wieder von der Theaterarbeit freigestellt. Kepplers Vorgesetzter war der Abteilungsleiter Otto Laubinger. Im Jahre 1936 wurde Rainer Schlösser Abteilungsleiter und damit Vorgesetzter von Keppler, der nun ins Beamtenverhältnis übernommen wurde und in den folgenden Jahren als Regierungsrat, dann Oberregierungsrat und schließlich Ministerialrat amtierte. Seine Tochter ist die Schauspielerin Brigitte Keppler (* 1919 in Berlin).

## Filmografie
- 1919: Mazeppa, der Volksheld der Ukraine
- 1920: Die Tochter des Organisten
- 1923: Pömperlis Kampf mit dem Schneeschuh

## Hörspiele (Auswahl)
- 1926: Georg Kaiser: Das Drama der letzten 30 Jahre: Von Morgens bis Mitternacht – Regie: Alfred Braun (Sendespiel (Hörspielbearbeitung) – Funk-Stunde Berlin, Sendespielbühne – Abteilung: Schauspiel)
- 1928: Hans José Rehfisch: Duell am Lido. Komödie in drei Akten (Gil Carrère) – Regie: Alfred Braun (Sendespiel (Hörspielbearbeitung) – Funk-Stunde Berlin, Sendespielbühne – Abteilung: Schauspiel)